# Tadarida sarasinorum
Tadarida sarasinorum — вид кажанів родини молосових.

## Середовище проживання
Зустрічається в Індонезії (Сулавесі) і Філіппінах. Імовірно, знаходиться в низинних лісах.

## Стиль життя
Харчується над водою, а також посівними площами.